# Kulturnation
Der Begriff der Kulturnation beschreibt eine wissenschaftlich umstrittene Auffassung, die unter einer Nation eine Gemeinschaft von Menschen versteht, die sich durch Sprache, Traditionen, Kultur und Religion miteinander verbunden fühlen, also durch Zugehörigkeit zu einer Kultur. Das Nationalgefühl einer Kulturnation beruht auf einer gemeinsamen Kultur. Eine Kulturnation ist einem Staat gedanklich vorgelagert und von staatlichen Grenzen unabhängig, sie existiert auch ohne eigenen Nationalstaat. Im Fall „verspäteter Nationen“ kann das im Begriff der Kulturnation enthaltene Zusammengehörigkeitsgefühl zeitlich der Gründung eines Nationalstaats vorausgehen, so im Falle Deutschlands und Italiens im 19. Jahrhundert. 

## Betonung der in einem Staat existierenden Hochkultur
Gelegentlich wird der Begriff Kulturnation auch zur Betonung der Ansicht benutzt, dass eine bestimmte Nation eine besonders wertvolle Kultur hervorgebracht habe und ihre Mitglieder besonders gebildet seien. Als besonders schmerzlich empfinden es beispielsweise Anhänger dieser Sichtweise, dass das Konzentrationslager Buchenwald nur wenige Kilometer von den Wirkungsstätten Goethes und Schillers in Weimar entfernt liegt. Den wertenden Aspekt des Begriffs Kulturnation brachte Bundespräsident Horst Köhler am 3. Oktober 2008 mit den Worten: „Kulturlosigkeit öffnet die Tür zur Barbarei“ auf den Punkt.
Der Auffassung, Kultur und Barbarei seien unvereinbare Gegensätze, widerspricht Walter Benjamin: „Es ist niemals ein Dokument der Kultur, ohne zugleich ein solches der Barbarei zu sein. Und wie es nicht frei ist von Barbarei, so ist es auch der Prozess der Überlieferung nicht, in der es von dem einen an den anderen gefallen ist.“
Im Sinne einer „Staatsnation mit einer hochentwickelten Kultur“ sind auch Länder wie Frankreich Kulturnationen, auf die das Definitionselement der Staatsgrenzen ignorierenden Kulturnation nicht zutrifft.
Eine Vielzahl von Museen, Theatern, Opernhäusern usw., die über das ganze Land verstreut sind, gibt es gerade in jenen Staaten, die erst spät entstanden sind (vor allem in Deutschland und in Italien; siehe auch Polyzentrismus). Bis heute profitiert ein Land wie Deutschland davon, dass seine kleinteiligen politischen Strukturen im größeren Rahmen des Heiligen Römischen Reiches Deutscher Nation und darüber hinaus bis zur Gründung des (Klein-)Deutschen Reiches 1871 in den glücklicheren Phasen eine Konkurrenz auch um kulturelle Einrichtungen nach sich zogen. Die Kunstsammlungen kleinerer und größerer Fürstentümer sowie der Königreiche bilden den Kernbestand einer Residenzkultur, auf die die Kommunen, die Länder und der Bund bis heute zurückgreifen können.
Im wertenden Sinne zu verstehen ist auch der häufig in politischen Auseinandersetzungen benutzte Topos: „Das ist einer Kulturnation unwürdig.“ (Beispiele: Kommentare zur Todesstrafe in den Vereinigten Staaten, Kommentare zu den drastischen Kürzungen des Kulturetats 2009 und 2010 in Italien oder zum Entzug des Welterbe-Status für das Elbtal in Dresden.)
Laut einem Urteil des Bundesverfassungsgerichts vom 5. März 1974 muss Artikel 5 Abs. 3 GG dahingehend interpretiert werden, dass er eine „objektive Wertentscheidung für die Freiheit der Kunst“ in Deutschland enthalte. Die Verfassungsnorm „stellt […] dem modernen Staat, der sich im Sinne einer Staatszielbestimmung auch als Kulturstaat versteht, zugleich die Aufgabe, ein freiheitliches Kunstleben zu erhalten und zu fördern.“

## Der Begriff Kulturnation im deutschen Sprachraum des 19. und 20. Jahrhunderts
Der Begriff bürgerte sich Ende des 19. Jahrhunderts ein. Er wurde von Befürwortern einer weniger durch Politik und militärische Macht als durch Kulturmerkmale repräsentierten Nationsdefinition wie dem Historiker Friedrich Meinecke verwendet. Meinecke sah in den kulturellen Gemeinsamkeiten neben gemeinsamem „Kulturbesitz“ (z. B. die Weimarer Klassik) vor allem religiöse Gemeinsamkeiten. Von Volkstum ist bei ihm noch nicht die Rede. Damit bekommt der Begriff deutsche Kulturnation einen wertenden, und zwar die Deutschen aufwertenden Unterton (vgl. den Topos von den Deutschen als dem Volk der Dichter und Denker). Wolfgang Thierse schrieb 2005 über die Zeit vor der Gründung des Deutschen Reichs: „Die deutsche Nation entstand, als der deutsche Nationalstaat historisch noch in weiter Ferne lag. Die Deutschen konnten nicht auf feste Grenzen zurückgreifen, wenn sie einen Begriff von sich als Nation entwickeln wollten. Was sie gemeinsam hatten, waren Sprache, Traditionen und Nationalsymbole, die Erinnerung an einige große Köpfe wie Martin Luther oder Johannes Gutenberg oder die Erinnerung an das versunkene Alte Reich.“
Das Bewusstsein, eine Nation zu sein, bildete sich im 19. Jahrhundert. Das Bildungsbürgertum, später Burschenschaften und Turnvereine, waren die ersten, die die Menschen deutscher Muttersprache als geistig hoch entwickelte Nation betrachteten und angesichts der Fragmentierung des deutschen Sprachraums, der als Deutschland bezeichnet wurde, in viele Kleinstaaten den Begriff der Nation auch als oppositionellen politischen Begriff verstanden. Sie wollten freie Deutsche (Abkürzung für die deutschsprachigen Menschen) sein und nicht mehr Untertanen in kleinen Fürstentümern mittelalterlicher Prägung.
Dabei stand das ethnische Element bei den Politikern noch nicht im Vordergrund: Als in der Frankfurter Nationalversammlung die Grundrechte diskutiert wurden, erklärte der Abgeordnete Wilhelm Jordan am 4. Juli 1848:

„Jeder ist ein Deutscher, der auf dem deutschen Gebiet wohnt […]. Die Nationalität ist nicht mehr bestimmt durch die Abstammung und die Sprache, sondern ganz einfach bestimmt durch den politischen Organismus, durch den Staat […] das Wort ‚Deutschland‘ wird fortan ein politischer Begriff.“

Die gescheiterte deutsche Revolution von 1848 verstand also Deutschland als politische Nation, nicht als ethnisch fundierte Gemeinschaft.
Das schließlich nach dem Deutsch-Französischen Krieg von 1870/71 gegründete Deutsche Reich definierte die Nation zunächst nicht neu. Das alte Staatsbürgerschaftsrecht seiner Gliedstaaten blieb bestehen. Das preußische Staatsbürgerrecht von 1842 war nicht ethnisch gewesen. Es musste von der Realität des Mehrvölkerstaates ausgehen, da Preußen Ende des 18. Jahrhunderts gemeinsam mit Russland und Österreich Polen aufgeteilt hatte und deshalb viele ethnische Polen in Preußen lebten. Überhaupt wurden seinerzeit die Einwohner eines bestimmten Territoriums noch in erster Linie als Untertanen des jeweiligen Landesherrn angesehen, die ethnische Zugehörigkeit war demgegenüber nachrangig. Erst die Völkische Bewegung schuf die geistigen Grundlagen, die dem Begriff der Nation eine ethnische Bedeutung verliehen. Schließlich konnte in einem monarchischen Obrigkeitsstaat, den das Deutsche Reich darstellte, ein von demokratischen Idealen bestimmter Nations- und Staatsbürgerschaftsbegriff im republikanischen Sinne ohnehin nicht in Frage kommen. 1913 wurde das ius sanguinis, das Abstammungsrecht, zum Leitprinzip bei der gesetzlichen Festlegung der deutschen Staatsangehörigkeit. Ein ius soli (etwa nach dem Muster der USA) lehnte man ab.
Zu Beginn des Ersten Weltkrieges trug die Vorstellung einer Kulturnation zur inneren Einigung im Sinne des Burgfriedens bei. Sie wurde in den Ideen von 1914 zu einem Gegensatz gegen Frankreich zugespitzt, dem man unterstellte, keine Kultur, sondern nur Zivilisation zu besitzen. Nach 1918 half der Rekurs auf die angeblich überlegene deutsche Kultur, die unverstandene Niederlage zu kompensieren.
Die Vorstellung einer Kulturnation auf völkischer Grundlage wurde während der NS-Zeit verbreitet, indem die Nationalsozialisten festlegten, wer aus dem „Volkskörper“ auszugrenzen war. Als „Schädlinge im deutschen Volkskörper“ wurden dabei von ihnen die Juden identifiziert, ungeachtet ihrer Verdienste für die deutsche Kulturnation.
Thilo Ramm vertritt die These, dass im historischen Rückblick die deutsche Kulturnation nicht Staatsnation geworden sei. Dem habe geographisch die Option für „Kleindeutschland“ entgegengestanden, und es habe in Deutschland bis 1945 zumeist an Freiheit gemangelt. Nach 1945 sei Deutschland mit der Übertragung der Kulturhoheit auf die Länder in die Zeit vor der Reichsgründung (1871) bzw. der Weimarer Republik zurückversetzt worden.
Während seiner Amtszeit als Bundeskanzler vertrat Willy Brandt die Ansicht, es gebe eine „systemübergreifend fortbestehende deutsche Kulturnation“, die als „einigendes Band“ zwischen der Bundesrepublik und der DDR fungieren könne. Art. 7 des Grundlagenvertrags sah unter anderem den Abschuss von Abkommen auf dem Gebiet der Kultur vor. Ost-Berlin hingegen vertrat die These von einer eigenständigen sozialistischen Kultur, die sich nach 1945 im Ostteil Deutschlands entwickelt habe. Ein deutsch-deutsches Kulturabkommen kam erst 1986 nach langwierigen Verhandlungen zustande.
Brandts Sichtweise findet sich auch in Artikel 35 des Einigungsvertrags zwischen der Bundesrepublik Deutschland und der Deutschen Demokratischen Republik:

„In den Jahren der Teilung waren Kunst und Kultur – trotz unterschiedlicher Entwicklung der beiden Staaten in Deutschland – eine Grundlage der fortbestehenden Einheit der deutschen Nation. Sie leisten im Prozeß der staatlichen Einheit der Deutschen auf dem Weg zur europäischen Einigung einen eigenständigen und unverzichtbaren Beitrag. Stellung und Ansehen eines vereinten Deutschlands in der Welt hängen außer von seinem politischen Gewicht und seiner wirtschaftlichen Leistungskraft ebenso von seiner Bedeutung als Kulturstaat ab. Vorrangiges Ziel der Auswärtigen Kulturpolitik ist der Kulturaustausch auf der Grundlage partnerschaftlicher Zusammenarbeit.“

Der Historiker Otto Dann bestreitet dagegen die Berechtigung der Beschreibung Deutschlands als Kulturnation, weil „kulturelle und nationale Identität unter den Deutschsprachigen niemals übereingestimmt“ hätten: Die deutschsprachige Kulturgemeinschaft, zu der etwa auch die Deutschschweizer zu rechnen seien, sei immer von größerem Umfang gewesen als die deutsche Nation. Zudem verleite das Konzept dazu, volksdeutsch oder großdeutsch missverstanden zu werden, wie es in der ersten Hälfte des 20. Jahrhunderts verbreitet werden. Deshalb sei es „für die Deutschen in Europa nicht brauchbar“.
Gerd Langguth erklärte 1996, mit der Wiederherstellung der Einheit Deutschlands im Jahr 1990 sei „das theoretische Konstrukt einer deutschen Kulturnation überwunden“ worden.
Der Philosoph Wolfgang Welsch bewertete 2010 den Begriff Kulturnation als „dubios“: „Einst waren Gruppen durch Blutsgemeinschaft zusammengeschweißt – jetzt soll die Kultur diese Funktion übernehmen. ‚Kulturnation‘ ist Blutsgemeinschaft soft.“
Der Historiker Karl Ditt kritisiert fundamental die Vorstellung der traditionellen Kulturforschung in Deutschland vom Wesen der „Kultur“: Unter „Kultur“ habe man „im wesentlichen ‚Volkstum‘“ verstanden:

„Einem Volk oder Stamm wurde ein einheitliches ‚Wesen‘ zugesprochen, das zumeist auf einen ‚Zusammenklang‘ von Rasse, Landschaft und Geschichte zurückgeführt wurde. […] Die soziale Differenzierung von Volk und Stamm […] unterblieb jedoch, hätte sie doch die Auffassung von der Einheitlichkeit des Volkstums in Frage gestellt.“

Der Historiker Hans-Ulrich Wehler sieht im Konzept der Kulturnation drei Nachteile: Zum einen war es damit nicht möglich, wirklich alle Angehörigen der deutschen Kultur staatlich zu einen: Der Anspruch, etwa auch Deutschbalten und Russlanddeutsche einzubeziehen, wurde deshalb nicht erhoben. Auch war das Konzept durchaus geeignet, angeblich Fremde (wie preußische Polen, deutsche Juden) oder Sozialdemokraten auszugrenzen, wie es etwa im Kaiserreich geschah. Drittens erwies sich das Konzept als problemlos kompatibel mit allen politischen Systemen, die es seit dem 18. Jahrhundert in Deutschland gab, ob monarchisch wie das Kaiserreich, demokratisch wie die Weimarer Republik oder diktatorisch wie der NS-Staat.

## Der Begriff in Deutschland heute
Im positiven Recht der Bundesrepublik Deutschland wird die Idee der Kulturnation aufgegriffen. So wird der Begriff der deutschen Volkszugehörigkeit im § 6 Bundesvertriebenengesetz auch über die Kultur definiert: „Deutscher Volkszugehöriger im Sinne dieses Gesetzes ist, wer sich in seiner Heimat zum deutschen Volkstum bekannt hat, sofern dieses Bekenntnis durch bestimmte Merkmale wie Abstammung, Sprache, Erziehung, Kultur bestätigt wird.“ Diese Definition zeigt, dass der Begriff deutsche Volkszugehörige in Artikel 116 des Grundgesetzes auch im Sinne der Konzeption einer Kulturnation zu verstehen ist.
Die CSU bekennt sich in ihrem Grundsatzprogramm vom 28. September 2007 zur „deutschen Kulturnation“:

„Die CSU bekennt sich zur deutschen Kulturnation. Ihre Sprache, Geschichte, Traditionen und die christlich-abendländischen Werte bilden die deutsche Leitkultur. Das Verständnis unserer eigenen kulturellen Identität ist nicht zuletzt für den Dialog mit anderen Kulturen eine Grundvoraussetzung.“

Im Grundsatzprogramm der CDU vom 4. Dezember 2007 steht der Satz:

„Deutschland ist eine europäische Kulturnation, geprägt vor allem durch die christlichjüdische Tradition und die Aufklärung. Kunst und Kultur formen nicht nur die Identität des Einzelnen, sondern auch die unserer ganzen Nation. Wir wollen das reiche kulturelle Erbe unseres Landes bewahren, das geprägt ist durch die Vielfalt seiner Länder und Regionen.“

Im Gegensatz zum Grundsatzprogramm der CSU ist jedoch im Programm der CDU nicht von einer „deutschen Leitkultur“, sondern von einer „Leitkultur in Deutschland“ die Rede.
In einem Interview betonte Wolfgang Thierse 2008, Deutschland sei dank der Politik der SPD verstärkt zu einer Kulturnation geworden.
In der Geschichtswissenschaft wird der Begriff scharf kritisiert. Christian Jansen bezeichnet ihn als ideologisch und moniert die darin implizierte Frontstellung gegen Frankreich und das dort verbreitete Konzept einer Willensnation (Ernest Renan). Dahinter stehe letztlich die nationalistische Vorstellung, die deutsche Kultur sei der französischen Zivilisation überlegen. Als analytisches Instrument tauge der Begriff nicht, da die wenigsten Prozesse einer Nationenbildung sich mit dem Begriff der Kulturnation fassen lasse.
Das Europäische Institut für progressive Kulturpolitik (EIPCP) beklagte 2005 die „die Beschwörungsformel ‚Kulturnation Deutschland‘“. Es habe unter der rot-grünen Bundesregierung (1998–2005) tatsächlich eine „Nationalisierung der Kulturpolitik“ gegeben: Zu den Neuerungen hätten die Einführung des Amtes eines Kulturstaatsministers, der Enquete-Kommission Kultur in Deutschland und der länderübergreifenden Bundeskulturstiftung gehört. Die Etablierung einer Berliner „Hauptstadtkultur“ habe die Bundesländer automatisch in den Status der Provinz degradiert. Zugleich kritisiert das EIPCP die Sprachverwendung im 21. Jahrhundert: Eigentlich sei „Kulturnation“ ein Begriff, der für Völker verwendet werde, die zwar in keinem gemeinsamen Staat lebten, sich aber durch Abstammung, Sprache, Kultur und Geschichte miteinander verbunden fühlten. Mithin könne man diesen Begriff auf das Deutschland der Gegenwart eigentlich nicht mehr anwenden.
Laut dem Ethnologen Martin Sökefeld ist die primordialistische Vorstellung, es gäbe konstante Grenzen und kulturelle Unterschiede zwischen ethnischen Gruppen oder Kulturen, im deutschen Alltagsdiskurs weit verbreitet. Sie werde politisch zur Ausgrenzung von Zuwanderern genutzt. Den Sozialwissenschaften dagegen sei sie „überwiegend suspekt geworden“, wo man beginne, sich „vom (normativen) Konzept der singulären, homogenen Kultur im Nationalstaat zu lösen“. Hier setze man stattdessen auf die Idee der Hybridität, wonach Kultur immer eine Mischung verschiedener Einflüsse und Praktiken sei.